# Il segreto di Maria
Il segreto di Maria (in francese, Le Secret de Marie) è un saggio di san Louis-Marie Grignion de Montfort, composto nel XVIII secolo.

## Contesto storico
Il segreto di Maria fu scritto dopo il Trattato della vera devozione alla Santa Vergine e presenta la stessa dottrina di quest'ultimo, descritta però in modo più semplice e molto più brevemente.
Nell'introduzione che intitola "Il grande segreto per diventare santo", sembra che l'autore indirizzi questo libro a qualcuno, probabilmente ad un suo confratello; egli scrive al destinatario che sta rivelando un segreto: «Ecco un segreto, o anima predestinata, che l'Altissimo mi ha rivelato e che io non ho potuto trovare in alcun libro, né vecchio, né nuovo».
Come tale, questo segreto non può essere rivelato "se non alle persone meritevoli" e l'autore preannuncia che serva una certa preparazione prima di leggerlo: «Prima però di appagare il tuo desiderio ardente e naturale di conoscere la verità, recita devotamente in ginocchio l'Ave Maris Stella e il Veni Creator, per chiedere a Dio la grazia d'intendere e gustare questo mistero divino».

## Contenuto

### La necessità di santificazione attraverso Maria
Il libro si divide in due parti. Nella prima parte, esattamente come nel "Trattato", Grignion de Montfort spiega la necessità di santificarsi per mezzo di Maria e descrive il ruolo che Maria ha avuto presso Dio e gli uomini e nuovamente ribadisce la necessità della devozione mariana. Nella seconda parte presenta invece la "vera devozione", senza descrivere le "false devozioni", riassume i tipi di devozione in tre punti: 
- «La prima devozione consiste nel compiere i doveri di cristiano, evitando il peccato mortale, operando più per amore che per timore, pregando di quando in quando la Vergine ed onorandola come Madre di Dio, senza farla oggetto di particolare devozione».[3]
- «La seconda devozione consiste nel nutrire per la Vergine sentimenti più perfetti di stima, d'amore, di confidenza e di venerazione».[4]
- «La terza devozione va a Maria Santissima, conosciuta e praticata da ben poche persone, è questa che sto per rivelarti, o anima predestinata».[5]

### La schiavitù in Gesù per Maria
L'autore ripropone poi il concetto di "schiavitù in Gesù per Maria" riassumendo i tre tipi di schiavitù: «[...] La prima è la schiavitù di natura: gli uomini buoni e cattivi, sono schiavi di Dio in questa maniera. La seconda è la schiavitù per forza, e schiavi di Dio in questo modo sono i demoni e i dannati. La terza è la schiavitù d'amore e di volontà, ed è quella con cui noi dobbiamo consacrarci a Dio per mezzo di Maria, cioè nel modo più perfetto con il quale una creatura possa darsi al suo Creatore».
Si precisa la differenza tra un servo e uno schiavo: «Un servo esige un salario per i suoi servizi; uno schiavo non ne può esigere. Un servo è libero di lasciare il padrone quando gli piace, perché non lo serve che per qualche tempo; lo schiavo non può giustamente abbandonarlo, appartenendogli per sempre; Il servo non dà al padrone diritto alcuno di vita e di morte sulla propria persona; lo schiavo invece gli si dà così interamente che il padrone potrebbe farlo morire senza essere molestato dalla giustizia».
Viene ripresa anche la "consacrazione a Gesù per mezzo di Maria" indicando l'importanza e gli effetti che questa porta a chi la pratica, e riassumendo schematicamente le pratiche interiori ed esteriori che deve praticare chi si consacra.

### L'Albero della Vita
Infine l'autore presenta due sue preghiere a Gesù e a Maria che non sono presenti nel "Trattato" o in altri libri, così come la conclusione che intitola "L'Albero della Vita, ossia il modo di far vivere e regnare Maria in noi": «Se hai trovato il tesoro nascosto nel campo di Maria. [...] Se lo Spirito Santo ha piantato nella tua anima il vero Albero della Vita, che è la devozione che ti ho esposto, devi porre ogni cura nel coltivarlo, perché ti dia il suo frutto a tempo opportuno».
Egli spiega in 7 punti come "coltivare" questo "Albero della Vita" perché se coltivato «in poco tempo esso crescerà così in alto, che gli uccelli del cielo vi abiteranno, e diverrà così perfetto, che infine a tempo opportuno darà il suo frutto di onore e di grazia, cioè l'amabile ed adorabile Gesù, che fu e sarà sempre l'unico frutto di Maria»:
- «Quest'Albero, essendo piantato in un cuore assai fedele, ama restare all'aria libera, senza alcun appoggio umano: quest'Albero, essendo divino, rifugge sempre da qualsiasi creatura che potrebbe impedirgli di innalzarsi verso il suo principio, Dio.».[10]
- «Bisogna che l'anima, dove quest'Albero è piantato, sia occupata senza tregua, a guardarlo e riguardarlo, come un buon giardiniere. Poiché quest'albero, essendo vivente e dovendo dare frutto di vita, vuole essere coltivato e reso rigoglioso da un continuo sguardo e contemplazione dell'anima; è proprio infatti di un'anima, che aspiri a diventare perfetta, di pensarvi di continuo, di farne la principale occupazione.».[11]
- «Bisogna sradicare e troncare i cardi e le spine, che potrebbero soffocare questo Albero o impedirgli di produrre il suo frutto: bisogna, cioè, essere fedele a tagliare e troncare, con la mortificazione e la violenza a sé stesso, tutti i piaceri inutili e le occupazioni vane con le creature; in altre parole, crocifiggere la carne, osservare il silenzio, mortificare i sensi.».[12]
- «Bisogna che i bruchi non lo danneggiano. Questi bruchi sono l'amore di sé stesso e delle proprie comodità [...] e con l'amor di Maria non si accordano affatto.».[13]
- «Bisogna tenere lontano le bestie, che sono i peccati, i quali potrebbero seccare l'Albero della Vita con il solo loro contatto. [...]».[14]
- «Bisogna innaffiare continuamente quest'Albero divino con Messe, Comunioni ed altre preghiere pubbliche o private, altrimenti esso non darebbe più frutti.».[15]
- «Non bisogna crucciarsi se quest'Albero è agitato e scosso dal vento; perché occorre che il vento delle tentazioni lo investa per farlo cadere, e le nevi ed i ghiacci lo circondino per farlo morire; il che significa che questa devozione a Maria Vergine sarà necessariamente combattuta e contraddetta; ma purché si sia costanti nel coltivarlo, nulla si deve temere. Il frutto dell'Albero della vita è l'amabile ed adorabile Gesù. [...]».[16]

Il libro si conclude con la preghiera di consacrazione con la quale si conclude L'amore dell'Eterna Sapienza.